# Eupithecia subbreviata
Eupithecia subbreviata är en fjärilsart som beskrevs av Otto Staudinger 1897. Eupithecia subbreviata ingår i släktet Eupithecia och familjen mätare. Inga underarter finns listade i Catalogue of Life.